# 第79回全国高等学校サッカー選手権大会
第79回全国高等学校サッカー選手権大会は、2000年（平成12年）12月30日から2001年（平成13年）1月8日まで10日間にわたって行われた全国高等学校サッカー選手権大会である。

## 概要
- キャッチフレーズ サッカーと生きていく。

### 日程
- 開会式・開幕戦　12月30日
- 1回戦　12月31日
- 2回戦　1月2日
- 3回戦　1月3日
- 準々決勝　1月5日
- 準決勝　　1月7日
- 決勝　1月8日

### 使用会場
- 国立競技場（開幕戦・準決勝・決勝）
- 駒沢オリンピック公園陸上競技場（1回戦～準々決勝）
- 三ツ沢公園球技場（1回戦～準々決勝）
- 千葉県総合運動場陸上競技場（1回戦～3回戦）
- 浦和市駒場陸上競技場（1回戦～3回戦）
- 西が丘サッカー場（1回戦～2回戦）
- 等々力陸上競技場（1回戦～2回戦）
- 習志野市秋津サッカー場（1回戦～2回戦）
- 川越運動公園陸上競技場（1回戦～2回戦）

## 出場校
北海道
- 北海道代表 旭川実（初出場）

東北
- 青森県代表 青森山田（4年連続6回目）
- 岩手県代表 遠野（2年ぶり18回目）
- 宮城県代表 東北（2年ぶり4回目）
- 秋田県代表 西目（4年ぶり9回目）
- 山形県代表 山形中央（3年連続5回目）
- 福島県代表 郡山（6年ぶり3回目）

関東
- 茨城県代表 水戸短大付（3年ぶり4回目）
- 栃木県代表 真岡（2年連続9回目）
- 群馬県代表 前橋商（3年ぶり9回目）
- 埼玉県代表 武南（2年連続11回目）
- 千葉県代表 渋谷幕張（初出場）
- 千葉県代表(前回優勝校推薦) 市立船橋(2年連続12回目)
- 東京都A代表 東海大菅生（5年ぶり2回目）
- 東京都B代表 修徳（2年ぶり5回目）
- 神奈川県代表 桐蔭学園（2年ぶり5回目）

中部
- 新潟県代表 帝京長岡（初出場）
- 富山県代表 富山一（2年連続16回目）
- 石川県代表 星稜（2年連続11回目）
- 福井県代表 丸岡（9年連続15回目）
- 山梨県代表 帝京三（3年ぶり5回目）
- 長野県代表 松商学園（3年連続7回目）
- 岐阜県代表 各務原（2年ぶり17回目）
- 静岡県代表 清水市商（2年ぶり11回目）
- 愛知県代表 中京大中京（6年ぶり7回目）
- 三重県代表 暁（初出場）

近畿
- 滋賀県代表 草津東（4年連続5回目）
- 京都府代表 久御山（2年連続2回目）
- 大阪府代表 大阪朝鮮（初出場）
- 兵庫県代表 神戸弘陵（2年連続7回目）
- 奈良県代表 耳成（5年ぶり2回目）
- 和歌山県代表 初芝橋本（3年連続6回目）

中国
- 鳥取県代表 境（2年連続2回目）
- 島根県代表 淞南学園（2年連続3回目）
- 岡山県代表 岡山理大付（初出場）
- 広島県代表 広島皆実（2年ぶり2回目）
- 山口県代表 多々良学園（8年連続13回目）

四国
- 徳島県代表 徳島商（2年連続32回目）
- 香川県代表 高松商（2年ぶり18回目）
- 愛媛県代表 新居浜西（初出場）
- 高知県代表 明徳義塾（初出場）

九州
- 福岡県代表 東海大五（4年ぶり12回目）
- 佐賀県代表 佐賀北（2年連続3回目）
- 長崎県代表 国見（15年連続15回目）
- 熊本県代表 大津（2年連続6回目）
- 大分県代表 大分（2年ぶり3回目）
- 宮崎県代表 日章学園（2年連続3回目）
- 鹿児島県代表 鹿児島城西（初出場）

沖縄
- 沖縄県代表 宮古（初出場）

※市立船橋はこの前年、1999年度（第78回大会）で優勝し、この大会のみ導入された「前回優勝校シード枠」として、千葉県予選を免除されて出場権が与えられたものである。市立船橋は12月30日開幕戦の試合に登場した。

## 試合結果

### 1回戦
- 市立船橋 3 - 0 淞南学園
- 帝京三 1 - 0 岡山理大付
- 国見 1 - 0 西目
- 水戸短大付 2 - 1 佐賀北
- 武南 4 - 1 新居浜西
- 修徳 0 - 0 大津（PK 4 - 3）
- 耳成 3 - 0 旭川実
- 遠野 4 - 1 徳島商
- 各務原 1 - 0 境

- 草津東 3 - 0 郡山
- 星稜 3 - 2 高松商
- 初芝橋本 2 - 0 山形中央
- 真岡 1 - 0 神戸弘陵
- 暁 2 - 0 松商学園
- 明徳義塾 4 - 1 中京大中京
- 青森山田 0 - 0 多々良学園（PK 5 - 3）
- 桐蔭学園 3 - 1 大阪朝鮮

### 2回戦
- 日章学園 2 - 0 渋谷幕張
- 国見 2 - 0 帝京三
- 丸岡 1 - 1 宮古（PK 5 - 3）
- 真岡 1 - 0 初芝橋本
- 鹿児島城西 3 - 2 東海大菅生
- 青森山田 3 - 1 暁
- 前橋商 0 - 0 久御山（PK 5 - 4）
- 遠野 2 - 1 各務原

- 星稜 2 - 2 帝京長岡（PK 5 - 4）
- 明徳義塾 0 - 0 市立船橋(PK 5 - 3)
- 草津東 3 - 1 桐蔭学園
- 東北 2 - 0 広島皆実
- 武南 1 - 1 水戸短大付（PK 5 - 4）
- 修徳 1 - 0 耳成
- 清水市商 3 - 0 東海大五
- 富山一 2 - 2 大分（PK 6 - 5）

### 3回戦
- 国見 6 - 0 日章学園
- 遠野 2 - 1 前橋商
- 草津東 2 - 1 星稜
- 青森山田 4 - 1 鹿児島城西

- 武南 0 - 0 清水市商（PK 3 - 1）
- 富山一 1 - 0 修徳
- 東北 2 - 1 明徳義塾
- 真岡 2 - 1 丸岡

### 準々決勝
- 草津東 2 - 1 遠野
- 国見 3 - 1 武南

- 青森山田 1 - 1 真岡（PK 5 - 3）
- 富山一 1 - 0 東北

### 準決勝
- 国見 1 - 0 富山一
- 草津東 2 - 0 青森山田

### 決勝
| 2001年1月8日 |

| 国見 | 3 - 0 | 草津東 |
|      |       |        |

| 国立霞ヶ丘陸上競技場 |

## 得点王
- 大久保嘉人(国見)8得点

## 主な出場選手
FW
- 大久保嘉人(国見→C大阪→マヨルカ→C大阪→神戸→ヴォルフスブルク→神戸→川崎→FC東京→川崎→磐田)
- 松橋章太(国見→大分→神戸→熊本)

MF
- 今野泰幸(東北→札幌→FC東京→G大阪)
- 永井俊太(市立船橋→柏→水戸→柏→愛媛)
- 本橋卓巳(市立船橋→横浜FM→湘南→横浜FM→鳥栖→山形→栃木SC)
- トゥーリオ(渋谷幕張→広島→水戸→浦和→名古屋→京都)

DF
- 徳永悠平(国見→早稲田大→FC東京→長崎)
- 巻佑樹(国見→駒沢大→名古屋→湘南→名古屋)
- 中澤聡太(市立船橋→柏→FC東京→G大阪→川崎→C大阪)